# Гетто в Ушачах
Гетто в Уша́чах (конец лета 1941 — 14 января 1942) — еврейское гетто, место принудительного переселения евреев посёлка Ушачи Витебской области и близлежащих населённых пунктов в процессе преследования и уничтожения евреев во время оккупации территории Белоруссии войсками нацистской Германии в период Второй мировой войны.

## Оккупация Ушачей и создание гетто

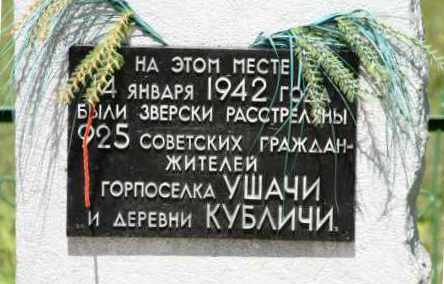
Надпись на памятнике

По переписи 1939 года в Ушачах проживало 487 евреев — 23,8 % от общего числа жителей.
В Ушачах жили евреи-беженцы из Польши, бежавшие в местечко после сентября 1939 года. Они рассказывали об отношении немцев к евреям, но большинство местных жителей не могли в это поверить. По этой и другим причинам эвакуироваться на восток успели только единицы.
Ушачи были захвачены немецкими войсками 3 июля 1941 года, и оккупация продлилась до июля 1944 года.
Немцы расквартировали в Ушачах свой гарнизон, назначили бургомистра и волостных начальников.
С приходом немцев начались издевательства над евреями. Евреев заставили создать юденрат, поставив председателем Пейсахова Иосифа Калмановича, бывшего до войны председателем райпотребсоюза.
Реализуя нацистскую программу уничтожения евреев, немцы создавали гетто почти во всех городах и населённых пунктах Беларуси, где проживало еврейское население. Так и в Ушачах оккупанты в конце августа — начале сентября (октябре) 1941 года организовали гетто в районе нынешней улице Кореневского (бывшая Октябрьская), где стояла синагога, согнав туда 464 (460) еврея. С собой разрешили взять только минимум вещей.
В декабре 1941 года в Ушачи пригнали ещё примерно 500 евреев из Кубличей (Кубличский сельсовет), Бабыничей, Селища (Кубличский сельсовет), Глыбочки (Глыбоченский сельсовет) и других населенных пунктов района. Их поместили в другом гетто — по улице Ленинской (до предпоследнего дома поселка Пролетарий), потому что до войны по улице Ленинской были лагеря для военных, в которых было много домов. Таким образом, в обоих гетто в Ушачах оказались более 900 человек.

## Условия в гетто
Евреев заставили под страхом смерти носить метку в виде желтой звезды на одежде на груди и на спине, и попавшихся без такой метки сразу убивали.
Гетто охранялось белорусскими полицаями, и месяц спустя было окружено оградой из колючей проволоки в два ряда. Самостоятельный выход за пределы гетто каралось смертью. Вход в гетто неевреям был категорически запрещен.
Евреям запретили торговать даже на рынке. Узники умирали от холода, голода и болезней.
Узников гетто постоянно использовали на тяжелых и грязных принудительных работах. Например, евреев заставили разбивать бетонный памятник Ленину, на что ушло больше недели. Потом евреям приказали вырывать траву вдоль центральной улицы, и они ползали по обочине, исполняя издевательский приказ. Рабочие колонны ежедневно выводили из гетто под охраной полиции на расчистку улиц и разгрузку машин. Девушки в гололедицу в бочках возили воду из реки для лошадей немецкой кавалерийской части, и изможденных девчат били палками и прикладами винтовок, заставляя работать.

## Уничтожение гетто
Иногда евреев в Ушачах убивали с целью поживиться их имуществом. Например, Залмана и Брусю Фурман убил сосед, вызвавшийся вывезти их на телеге с вещами.
За несколько дней до ликвидации гетто подпольщики предупредили узников о предстоящих расстрелах, и некоторым евреям удалось бежать.
12 января 1942 года все узники гетто в сопровождении 12 солдат спецкоманды были расстреляны около дороги из Ушачей на Большие Дольцы".
Под конвоем полицейских и жандармов евреев гнали по Долецкой улице в сторону православного кладбища, которое находилось в полукилометре от местечка. Там, около дороги из Ушач на Большие Дольцы, заранее были выкопаны две большие ямы. Около пяти часов обреченных людей продержали на сильнейшем морозе. Затем людям приказали раздеться и лечь в ряд на дно ямы. Люди плакали, кричали, молились, прощались с родными, пытались загораживать собой детей. Маленьких детей прокалывали штыками и бросали в яму. Потом сверху началась стрельба.
С 10 часов утра до 4 часов вечера было расстреляно свыше 900 (735, 925) человек. Две ямы, заполненные телами, были закопаны.
Расстрелом командовал комендант ОРС-комендатуры местечка Ушачи Карл. В расстреле участвовала айнзатцгруппа из Полоцка.
Встречающиеся в источниках разные даты убийства узников Ушачского гетто (6, 12 и 14 января) объясняются, скорее всего, тем, что было два расстрела. 6 января 1942 года расстреляли ушачских евреев, а 14 января — тех, кто был свезен в Ушачи из других мест.
Несколько дней спустя после этой «акции» (таким эвфемизмом гитлеровцы называли организованные ими массовые убийства) в Ушачинское гетто привезли 200 кубличинских евреев. Они подожгли дом в гетто, пытаясь бежать. Некоторые погибли при пожаре, а остальных, кроме двух человек, поймали и расстреляли.

## Случаи спасения
Сумевшие спастись евреи из Ушачского гетто впоследствии воевали в партизанских отрядах Полоцко-Лепельской партизанской зоны. В партизанскую бригаду им. П. К. Пономаренко попал Меер Григорьевич Циринский. В 1-й Витебской партизанской бригаде воевал и погиб Евгений Борисович Лившиц. В бригаде им. В. И. Чапаева воевали сестры Хая и Мая Монд, Елизавета Нароцкая. 14-летний Гриша Бененсон был принят в партизанскую бригаду «Дубова». Еврей из Ушачей по имени Николай был разведчиком в партизанской бригаде «Дубова».

## Память
Собраны данные о 890 жертв геноцида евреев в Ушачах. По данным Национального архива Республики Беларусь, в Ушачах в годы войны «расстреляно, повешено и зверски замучено участников партизанского движения и членов их семей, советско-партизанского актива и мирного белорусского и еврейского населения — 1021 человек».
Первый памятник жертвам геноцида евреев в Ушачах был поставлен на месте убийства по инициативе Хоны Футермана и Рувима Асмана с надписью: «Товарищ! Склони голову перед памятью погибших. 6.1.1942 г. фашистскими палачами расстреляны 925 жителей г-п Ушачи и дер. Кубличи».
В 1974 году памятник был отреставрирован на государственные средства и надпись была изменена: «На этом месте 14 января 1942 года расстреляны 925 советских граждан — жителей города Ушачи и деревни Кубличи». О том, что в яме лежат именно евреи, не упомянуто.
Опубликованы неполные списки убитых в Ушачах евреев.